# Салад (шолом)

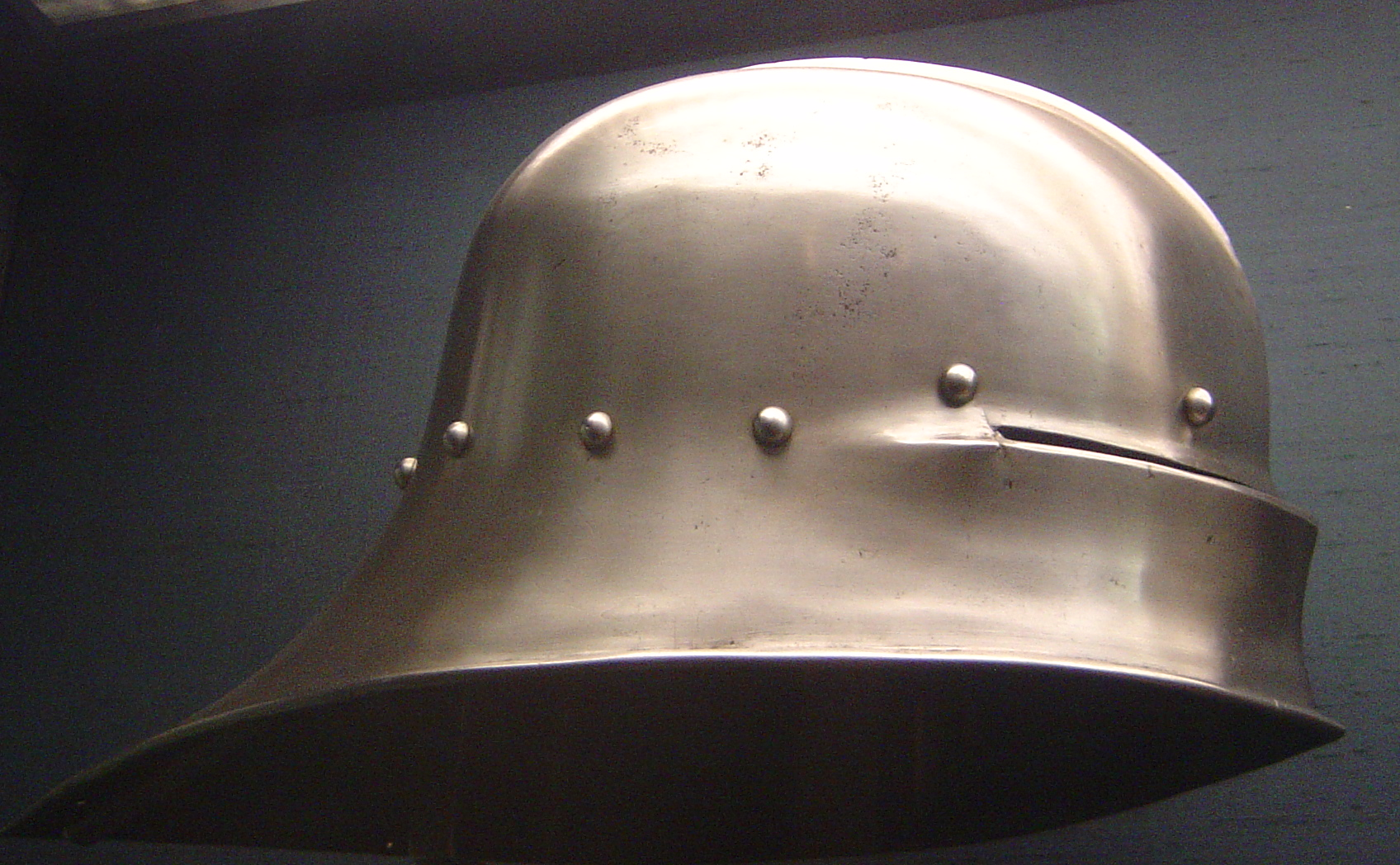
Салад

Салад (також відомий як італ. celata, фр. salade або нім. Schaller) — бойовий шолом європейських лицарів та воїнів пізнього середньовіччя. Він замінив собою бацинет в Італії, західній і північній Європі, а також Угорщині в середині 15 століття. В Італії, Франції та Англії того часу це був популярний шолом. Але особливе поширення отримав у німецьких землях, де став практично універсальним. Під час Першої світової війни минула популярність саладу вплинула на конструкцію німецького сталевого шолому.

## Походження

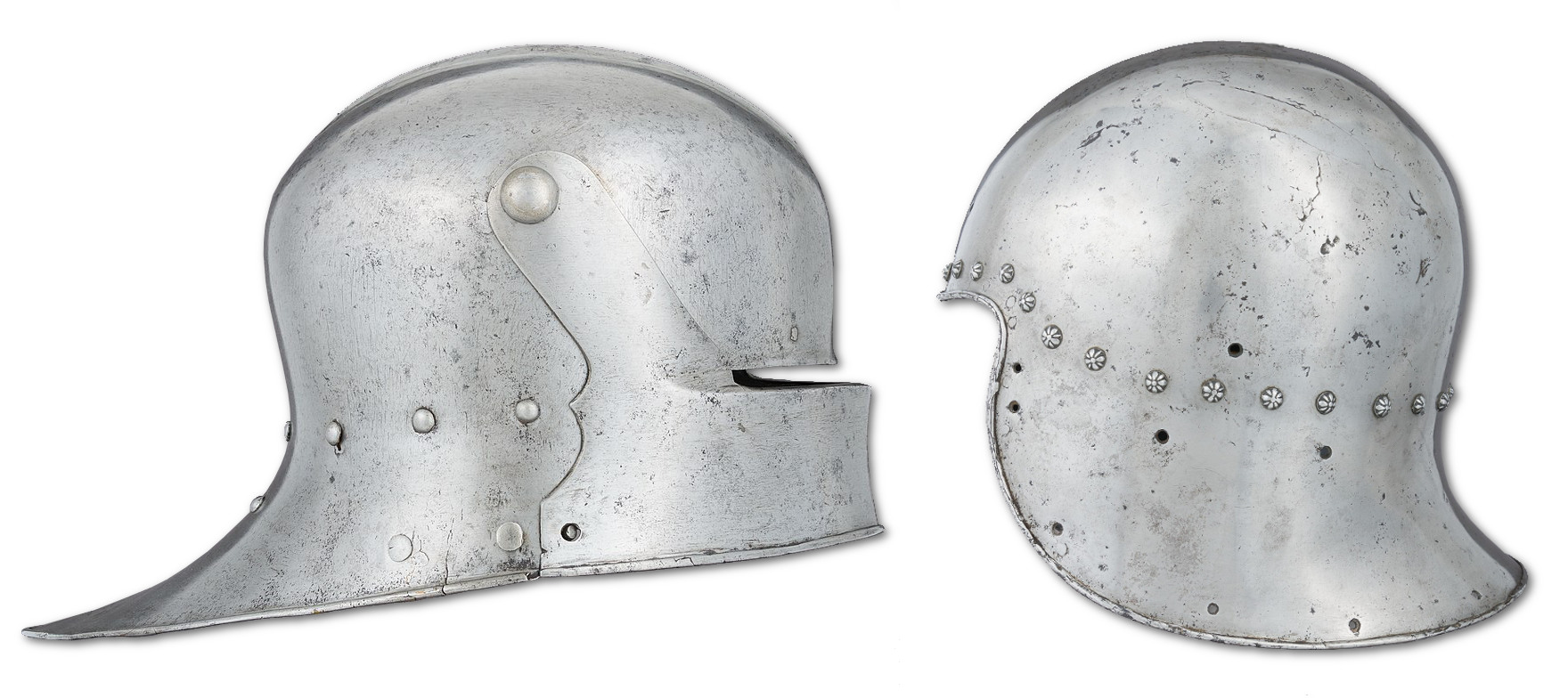
Німецький (ліворуч) та італійський (праворуч) зразки шоломів типу салад

Шоломи типу салад походять з Італії. Термін італ. celata вперше згадано в описі зброї та обладунків родини Гонзага датованого 1407 роком. Загалом, найдавніші салади були варіантом локальними варіантами бацинетів, призначених для носіння без бармиці або забрала. Щоб захистити обличчя та шию, які залишилися відкритими через відмову від забрала та бармиці, задня частина була вигнута у фланець для захисту шиї, а боки шолома були висунуті вперед нижче рівня очей, щоб захистити щоки. Останній розвиток був найбільш вираженим у барбюті або барбуті, різновиді саладу, який прийняв елементи класичних коринфських шоломів.

## Розвиток та локальні варіанти
Салад був популярним у Франції, Англії та Нідерландах завдяки контактам з Італією. Згодом його було прийнято в Німеччині. Розвинулися регіональні стилі, які обслуговувалися великими центрами виробництва обладунків у північній Італії (особливо в Мілані ) та південній Німеччині (Аугсбург та Нюрнберг). Однак, хоча салад, або повний обладунок, міг бути німецьким за стилем, він міг бути італійського виробництва, або навпаки. Німецький салад став продуктом злиття італійського саладу і глибокого впливу «німецького військового капелюха», типу шолома з полями chapel de fer.
Пізніше італійські салади (близько 1460 року) втратили свій інтегральний захист обличчя і стали відкритими шоломами з витончено вигнутими поверхнями. В цьому простому стані їм віддавали перевагу легше озброєні війська, особливо лучники та арбалетники, чий безперервний зір був на першому місці. Для більш важких броньованих військ вищий рівень захисту міг бути забезпечений прикріпленням пластинчастого підсилювача для лобової частини шолома та глибокого забрала, зазвичай у формі «міха», який містить багато вентиляційних щілин. Такі шоломи носили з жорсткою кольчужною бармицею, для захисту горла та шиї. Деякі салади в італійському стилі були вкриті розкішним покриттям, як правило, оксамитом , який був окантований срібною позолотою, позолоченою латунню або міддю; декоративне оздоблення з тих самих металів можна було додати на поверхню шолома, дозволяючи частинам тканини просвічувати.

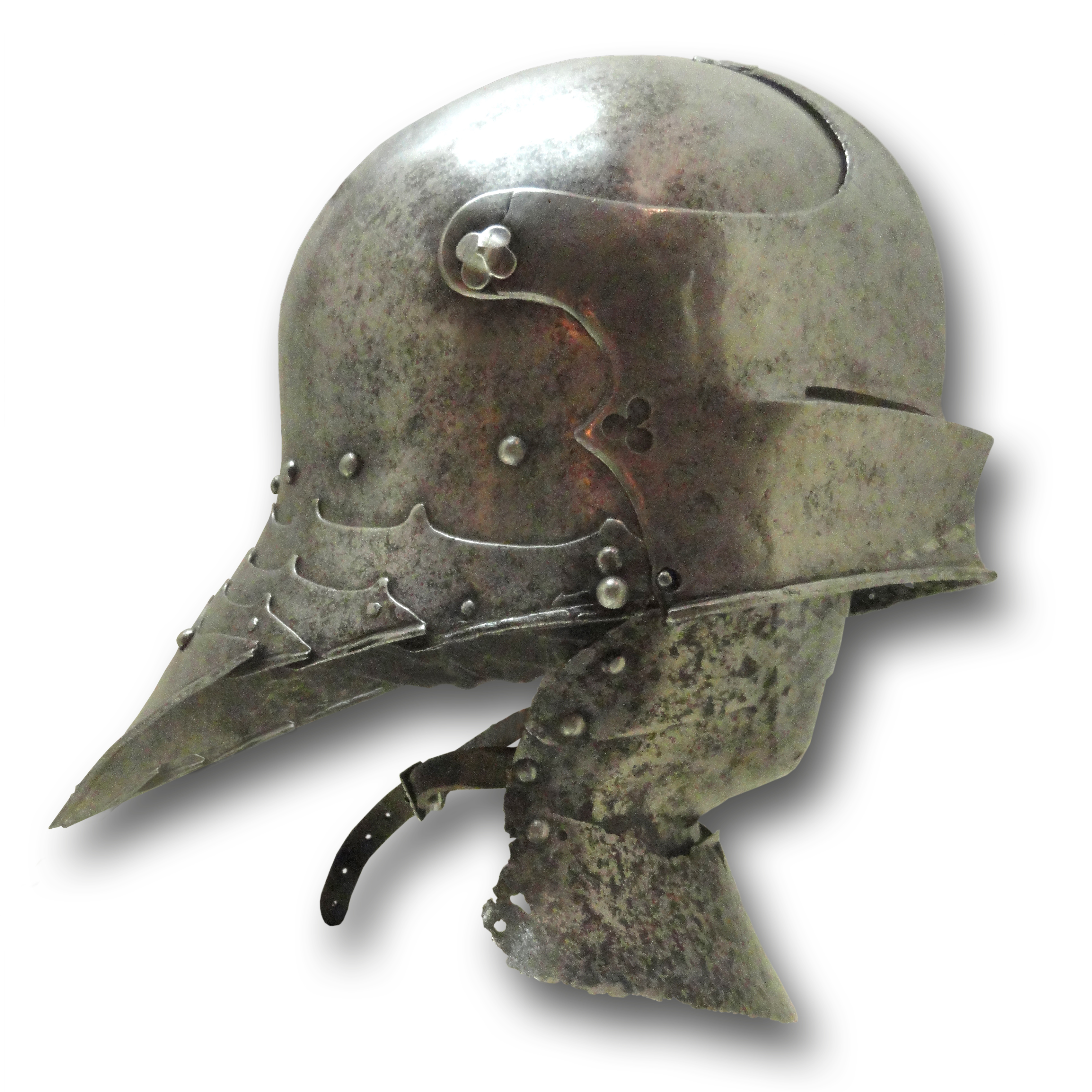
Салад з бувігером

У період 1450–1460 років з’явився характерний німецький стиль саладу. Він мав круглий купол, але з менш плавним вигином, ніж італійський салат. Його найбільш очевидною особливістю було те, що задня частина шолома була витягнута у довгий хвіст, що іноді складався з кількох елементів. Однією з характеристик, яка відрізняє ранні німецькі салади до 1495 року від пізніх німецьких саладів, є довжина хвоста шолома, яка з часом стала більш помітною. Передня частина цих шоломів іноді розширювалася вниз, щоб закривати верхню частину обличчя, з щілинами для очей, передбаченими для зору. Інші версії зберігали ті ж контури, але верхня грань була захищена рухомим напів забралом. Німецькі салади часто носили з окремим пластинчастим горжетом у формі черпака, який називався бувігером, який простягався від верхньої частини грудей до зони трохи нижче носу, захищаючи нижню частину обличчя та горло власника. Більшість не потребували додаткових вентиляційних отворів, оскільки була природна щілина там, де козирок або передня частина шолома перекривала вираз біля рота користувача. 
До середини XV століття в Англії та Нідерландах з’явився регіональний сорт саладу, який отримав назву англо-бургундського стилю (у той час Нідерландами правив герцог Бургундський ). Його, як правило, носили воїни оснащені повним обладунком , і він мав дуже схожий захист обличчя та вигляд спереду, як німецький салад. Однак він був більш криволінійним і мав менш екстремальний виступ у задній частині. Багато в чому він був проміжною ланкою між німецькою та італійською формами. Французькі салади були дуже схожі на англо-бургундський тип, і здебільшого були класифіковані як короткохвості салади.

## Зникнення
В останніх зразках німецьких саладів бувігер з’єднувався з тієї ж осі, що й забрало. Спочатку бевор кріпився всередині голови. Коли довгий хвіст у задній частині шолома врешті вкоротили, приблизно близько 1495 році ці пізніші салади стали практично не відрізнятися від закритих шоломів, а артикуляція бевора перемістилася на зовнішню сторону голови шолома. Салад був поступово залишений для бойового використання в першій чверті 16-го століття, в основному замінений закритим шоломом і бургіньйотом. Однак він зберігався до середини століття, у сильно посиленій формі, для деяких видів лицарських змагань.
Салад у німецькому стилі був зразком для німецького штальгельма часів Першої світової війни , тоді як шолом-капелюх надихнув на тогочасні британські та французькі шоломи.